# Kintu
Kintu är en förfädersgestalt hos bugandafolket i Uganda, och enligt deras folktro den första människan på jorden.
Kintu levde ensam med sin ko till dess att den första kvinnan, Nambi, kom förbi. Nambi var dotter till Ggulu, skaparen av allt. Kintu besökte Ggulu i himlen för att få tillåtelse att gifta sig med Nambi. En av Nambis bröder, Walumbe, följde med till jorden och orsakade sedan konflikter och lidande.
Kintu var även namnet på bugandafolkets första kung Kintu Kato.